# Estilitas

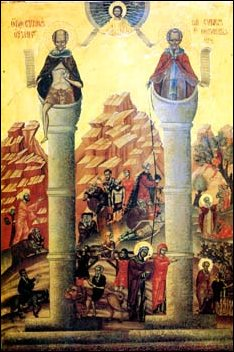
Simeão Estilita, o Velho, com Simeão Estilita, o Moço. O mais velho parece estar à esquerda, descendo de seu pilar em obediência aos anciãos de sua comunidade. A imagem também pode ser uma referência à época que, por conta de uma úlcera em sua perna, ele foi forçado a permanecer sobre uma perna só. Do lado direito, estão Simeão, o Moço, conhecido como "Simeão da Montanha Admirável").

Estilitas (em grego:  stylos, "pilar") ou "Santos do Pilar" formam um tipo de ascetas cristãos que, nos primeiros anos do Império Bizantino, permaneciam em pilares pregando, jejuando e rezando. Eles acreditavam que a mortificação do corpo físico ajudava a assegurar a salvação de suas almas. O primeiro estilita foi provavelmente Simeão Estilita, o Velho, que subiu num pilar na Síria em 423 d.C. e lá permaneceu até morrer, trinta e sete anos depois.

## Precedentes ascetas
Paládio da Galácia (capítulo 48) nos conta de um eremita na Palestina que viveu numa caverna no topo de uma montanha e que, por vinte e cinco anos, jamais virou seu rosto para o oeste para que o sol jamais se pusesse frente aos seus olhos. Gregório de Nazianzo fala de um outro eremita que permaneceu em pé por muitos anos, absorto em contemplação, sem jamais se deitar (Patrologia Graeca 37, 1456). Teodoreto afirma ter visto um eremita que tinha passado dez anos num tubo suspenso no ar por dois postes (Filoteu, capítulo 28).

## Simão Estilita e seus contemporâneos

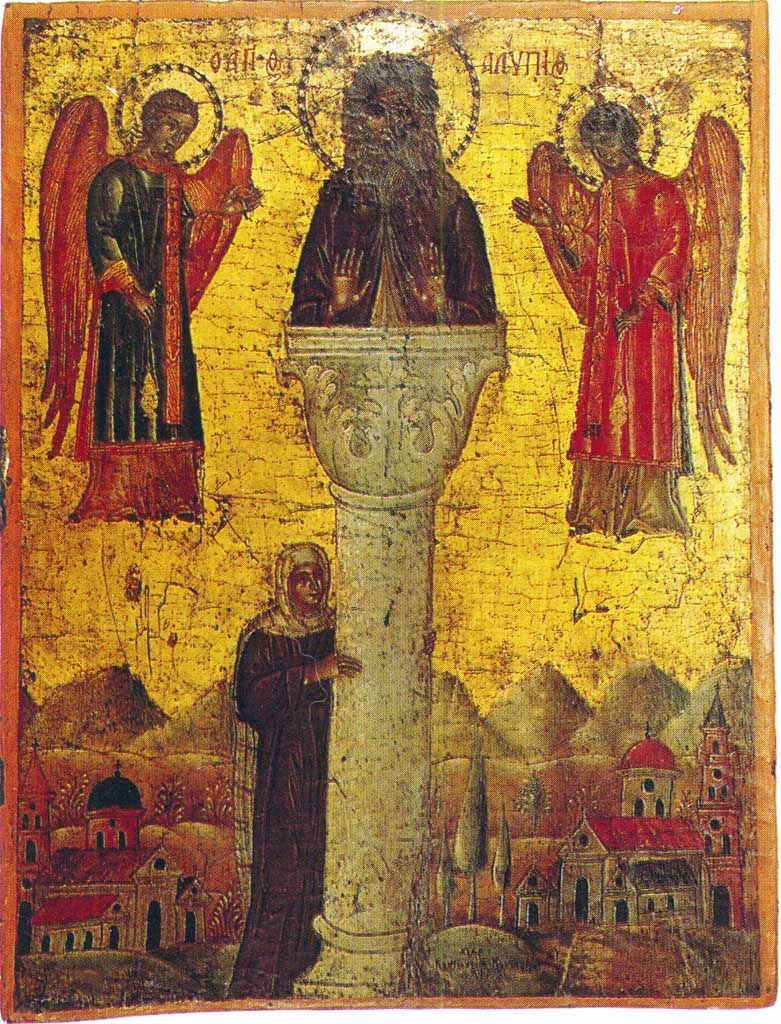
Alípio, o Estilita
Ícone russo.

Não parece haver razão para duvidar que era realmente uma vontade de levar ao extremo o ascetismo que brotou nestes homens para que eles inventassem novos e cada vez mais engenhosos jeitos de auto-mortificação e que, em 423, levou Simeão Estilita, o Velho, o primeiro de todos, a tomar seu lugar no alto da coluna que seria sua casa até o fim de sua vida. Críticos relembram a passagem de Luciano (De Syria Dea, chapters 28 and 29), que fala sobre uma alta coluna em Hierápolis Bambice, que homens subiam duas vezes por ano e lá passavam uma semana conversando com os deuses, mas a Enciclopédia Católica argumenta que é improvável que Simeão tenha derivado de um costume pagão qualquer sugestão para a prática que acabara de criar. Seja como for, Simeão teve uma série contínua de imitadores, particularmente na Síria e na Palestina. Daniel, o Estilita pode ter sido o primeiro deles, pois ele tinha sido discípulo de Simeão e começou seu rigoroso modo de vida logo após a morte de seu mestre. Daniel era sírio de nascimento, mas se estabeleceu perto de Constantinopla e recebia visitas dos imperadores Leão II e Zenão. Simeão Estilita, o Moço, como seu homônimo, viveu perto de Antioquia e teve como contemporâneo o não menos conhecido Santo Alípio, cujo pilar ficava perto de Adrianópolis, na Paflagônia. Alípio, após ter permanecido em pé por cinquenta e três anos, percebeu que seus pés não eram mais capazes de suportar seu corpo e, ao invés de descer do pilar, se deitou de lado e permaneceu assim por mais quatorze anos. Roger Collins, em sua "História da Alta Idade Média", conta que, em alguns casos, dois ou mais pilares de santos de diferentes pontos de vista teológicos eram encontrados próximos um do outro, permitindo que os ascetas pudessem discutir um com o outro a partir de suas colunas.

## Outros estilitas
Lucas Taumaturgo, outro famoso santo do pilar, viveu no século X no Monte Olimpo, apesar de ser possível que ele tenha uma ascendência asiática. Havia muitos outros além dos já citados, mas eles não ficaram tão famosos, sendo que até mesmo algumas mulheres estilitas são conhecidas. Um ou outro caso isolado de tentativas de introduzir este costume asceta no ocidente são conhecidos, todos fracassados. No oriente, é possível encontrar referências ao costume até o século XII d.C., sendo que na Igreja Ortodoxa Russa ele perdurou até 1461 e entre os rutenianos, até mesmo depois disso. Para a maioria dos eremitas em colunas, a extrema austeridade da vida dos Simeões e de Alípio era algo mitigada, pois no alto de algumas dessas colunas uma pequena cabana era por vezes erigida. Alguns eremitas miafisistas viviam numa coluna oca ao invés de sobre ela. De qualquer forma, era uma vida de extrema privação e resistência.